# Arman Taranis
Arman Taranis (født 30. juli 2001), er en dansk fodboldspiller med bosniske rødder, som har spillet for Burnley i den engelske U23 liga, Sønderjyske, KLG fodbold og nu i Roskilde FC 
Klubkarriere:
Arman Taranis begyndte at spille i Felding Gymnastik og Idrætsforening (SFGIF). Efter ophold hos Herning Fremad og FC Midtjylland, som han sluttede sig til som U14-spiller, skiftede Taranis til SønderjyskE i sommeren 2017 som U17-spiller. Den 31. marts 2017 underskrev den 15-årige Taranis sin første treårige ungdomskontrakt med SønderjyskE. 
Taranis fik sin officielle debut for SønderjyskE den 5. september 2019, da han spillede 49 minutter mod BK Viktoria i den danske pokalturnering. Hans debut i den danske Superliga kom den 8. juli 2020 mod Lyngby BK. Den følgende dag blev han permanent forfremmet til førsteholdstruppen og underskrev en ny professionel kontrakt med SønderjyskE for resten af 2020. Dog blev Taranis' kontrakt ophævet efter gensidig aftale på den sidste dag af sommerens transfervindue 2020-21.
Efter at have forladt SønderjyskE, blev Taranis kontaktet af Burnley efter at være blevet spottet under en kamp for det danske U19-landshold mod Irland. Efter en kort prøveperiode, hvor han også spillede en venskabskamp mod Preston North End, underskrev han en kontrakt indtil sommeren 2022 den 20. november 2020 og blev registreret for U23-holdet.
I marts landede Taranis uheldigt og brækkede kravebenet under en træningssession, hvilket holdt ham ude resten af sæsonen. I maj 2021 blev det annonceret, at Taranis ville forlade klubben et år før hans kontrakt udløb.
Arman Taranis tog til KLG fodbold, og hjalp klubben fra Serie 2 til Jyllandsserien efter 2 år i klubben, hvor han bankede mål ind for KLG Fodbold. Han vendte tilbage til Herning Fremad, i sommeren 2023 som spillede på dette tidspunkt i Jyllandsserie 1. Arman gjorde en bemærkelsesværdig comeback ved at spille 13 kampe og score 12 mål. Hans præstationer hjalp Herning Fremad med at sikre en 2. plads i puljen, hvilket kvalificerede dem til oprykningsspillet til Danmarksserien.
Den 1. februar 2024 sluttede Taranis sig til den danske 2. divisionsklub FC Roskilde.
International karriere:
I oktober 2019 blev Taranis udtaget til det danske U19-landshold. Han spillede de to venskabskampe mod Irland U19 i oktober, hvor han scorede to mål i den sidste af de to kampe, og spillede også to kampe i kvalifikationen til UEFA European Under-19 Championship 2020 i november 2019.

## Titler

### Klub
SønderjyskE
- Sydbank Pokalen: 2020